# Inculpare
Inculparea sau punerea sub acuzare este acuzația formală îndreptată împotriva unei persoane care a comis o infracțiune. În sistemele juridice care folosesc conceptul de infracțiune, cea mai gravă infracțiune este omuciderea; sistemele care nu utilizează conceptul de infracțiune folosesc adesea termenul de act imputabil - o faptă care necesită un act de inculpare.
Din punct de vedere istoric, în cele mai multe sisteme de drept comun, punerea sub acuzare era supusă judecății unui mare juriu, care putea să dea un verdict de „cauză dreaptă”, în situația în care constata că există probe care susțin acuzația și pot să justifice continuarea procesului, sau de „nicio cauză”, dacă nu existau probe care să susțină inculparea. 

## Inculparea în România
Odată cu sesizarea organelor de urmărire penală printr-o plângere, se începe un dosar penal. Urmărirea penală debutează in rem, adică cu privire la fapta sesizată. Ulterior, dacă există probe, se dispune continuarea urmăririi penale in personam. Din acel moment în cadrul urmării penale avem un suspect. Dacă organele de urmărire penală adună și mai multe probe, vor pune în mișcare acțiunea penală. Odată cu punerea în mișcare a acțiunii penale, suspectul va dobândi calitatea de inculpat.
Articolul 82 din noul Cod de procedură penală definește inculpatul ca fiind persoana împotriva căreia s-a pus în mișcare acțiunea penală devine parte în procesul penal. Ordonanța de punere în mișcare a acțiunii penale poate fi emisă numai de către procuror, organul de cercetare penală neavând acest atribut. În practică, organele de cercetare penală vor emite o propunere de punere în mișcare a acțiunii penale.
Spre deosebire de inculpat, suspectul nu este parte în procesul penal ci este un subiect procesual principal alături de persoana vătămată.
În actuala legislație penală, nu mai regăsim categoria făptuitorilor sau a învinuiților. Actuala legislație penală nu a mai mențiunt aceste calități față de modificarea modalității în care se desfășoară o urmărire penală. Debutul urmării penale este dat de calitatea de martor chiar și a presupusului autor indicat de către persoana vătămată. Tot în calitate de martor este audiată și persoana care a fost prinsă în flagrant, urmând ca, ulterior, aceasta să dobândească, pe rând, calitățile de suspect și inculpat.
În practică, toate aceste calități se pot succeda foarte rapid, nefiind prevăzut de lege că între aceste calități trebuie să treacă o perioadă de timp. Astfel, în decurs de câteva ore, există posibilitatea ca martorul să fie transformat în suspect iar acesta din urmă în inculpat.

### Drepturile suspectului și inculpatului
Legiuitorul a înțeles să reglementeze aceleași drepturi pentru suspect cât și pentru inculpat. Astfel, a prevăzut că suspectul are drepturile prevăzute de lege pentru inculpat. Articolul 83 din noul Cod de procedură penală prevede că în cursul procesului penal, inculpatul are următoarele drepturi:
1. dreptul de a nu da nicio declarație pe parcursul procesului penal, atrăgându-i-se atenția că dacă refuză să dea declarații nu va suferi nicio consecință defavorabilă, iar dacă va da declarații acestea vor putea fi folosite ca mijloace de probă împotriva sa;
2. dreptul de a fi informat cu privire la fapta pentru care este cercetat și încadrarea juridică a acesteia;
3. dreptul de a consulta dosarul, în condițiile legii;
4. dreptul de a avea un avocat ales, iar dacă nu își desemnează unul, în cazurile de asistență obligatorie, dreptul de a i se desemna un avocat din oficiu;
5. dreptul de a propune administrarea de probe în condițiile prevăzute de lege, de a ridica excepții și de a pune concluzii;
6. dreptul de a formula orice alte cereri ce țin de soluționarea laturii penale și civile a cauzei;
7. dreptul de a beneficia în mod gratuit de un interpret atunci când nu înțelege, nu se exprimă bine sau nu poate comunica în limba română;
8. dreptul de a apela la un mediator, în cazurile permise de lege;
9. dreptul de a fi informat cu privire la drepturile sale;
10. alte drepturi prevăzute de lege.

## Inculparea în diferite țări

### India
Legislația penală din India derivă din sistemul britanic din epoca colonială și nu utilizează sistemul cu jurați, fiind codificată în Codul de procedură penală (CPP). Infracțiunile penale sunt împărțite în două mari categorii: infracțiuni recunoscute și infracțiuni nerecunoscute. Polițiștii sunt împuterniciți să înceapă imediat să investigheze o infracțiune recunoscută. Plângerea este considerată doar o acuzație. Cu toate acestea, atât în cazul infracțiunilor recunoscute, cât și al celor nerecunoscute, procesul începe doar cu odată cu formularea unei „liste de acuzații" similară cu conceptul de punere sub acuzare. Instanța de judecată poate dispune neînceperea urmării penale dacă probele nu sunt suficiente pentru punerea sub acuzare.

### Regatul Unit

#### Anglia și țara Galilor
În Anglia și Țara Galilor (cu excepția cazurilor de urmărire penală privată de către persoane fizice), un procuror (în majoritatea cazurilor acest lucru va fi Serviciul de urmărire penală al Coroanei), în numele Coroanei, care este reclamantul nominal în toate procurările publice din legislația engleză . Acesta este motivul pentru care o procedură de urmărire penală a unei persoane a cărei nume este Smith va fi menționată în scris ca "R v Smith" (sau, alternativ, ca "Regina v Smith" sau "Rex v Smith" în funcție de sexul suveranului, Regina și Rex fiind latinescul pentru "Regina" și "Regele" și în oricare dintre cazuri poate fi pronunțat informal ca atare) și atunci când se citează oral în instanță ar fi pronunțat "Coroana împotriva lui Smith".
Toate procedurile privind inculparea trebuie să fie aduse în fața Curții de Coroană. În virtutea instrucțiunilor de practică emise în temeiul articolului 75 alineatul (1) din Actul Curții Supreme din 1981, inculparea trebuie să fie judecat de un judecător de înaltă instanță, de un judecător de circumscripție sau de un grefier (in functie de infracțiune).
În ceea ce privește forma unei rechizitori, a se vedea Actul de acuzații din 1915 și Regulile de inculpare din 1971.
Regulile de inculpare din 1971 au fost revocate prin Regulamentul de procedură penală (amendament) 2007 (în ansamblu) încorporat în Regulile de procedură penală din 2010. Forma, conținutul și notificarea unui act de punere sub acuzare sunt reglementate de articolul 14 din CPR 2012.  Instrucțiuni suplimentare sunt incluse în Direcția Consolidată de Practică Penală, Partea IV.34.
În ceea ce privește preferința unui act de inculpare și semnarea unui inculpare, a se vedea secțiunea 2 din Legea privind administrarea justiției (diverse dispoziții) din 1933 și normele 1971 (SI 1971/2084) privind inculparea (procedura) modificată prin regulamentul privind amendamentele (procedura) (amendamentul) din 1983 (SI 1983/284), regulamentele privind amendamentele din 1988 (SI 1988/1783), normele privind amendamentele din 1992 (SI 1992 / 284), Normele privind amendamentele (procedura) (amendamentul) din 1997 (SI 1997/711), Regulile privind inculparea (Modificarea) 1998 (SI 1998/3045) și Regulile de acuzare (Procedura) / 3360).

#### Irlanda De Nord
Vezi Rechizitorii Act (Northern Ireland) 1945.

#### Scoția
În Scoția, toate aceste cazuri adus în High Court of Justiciary sunt aduse în numele Domnului Avocat și va fi judecat în inculpare. În Sheriff Court unde continua studiile folosind procedura Solemnă vor fi, de asemenea, a încercat o punere sub acuzare și sunt aduse în numele Procurator Fiscal.

### Statele Unite Ale Americii
Cea de-a cincea modificare a Constituției Statelor Unite prevede parțial: "Nici o persoană nu va fi ținută să răspundă pentru o crimă de capital sau infamie, cu excepția cazului în care o prezentare sau acuzarea unui Mare Juriu, cu excepția cazurilor care apar în teren nave militare sau militiilor când sunt în serviciu efectiv în timp de război sau pericol public ". Cerința unei rechizitori nu a fost încorporată împotriva statelor; prin urmare, deși guvernul federal folosește mari jurii și acuzații, nu toate statele din S.U.A o fac.
În multe, dar nu toate jurisdicțiile din Statele Unite care utilizează jurii mari, procurorii au de multe ori posibilitatea de a alege o acțiune în incriminarea unui juriu mare și de a depune un document de plată direct la instanța de judecată. Un astfel de document este, de obicei, numit o informație, o acuzație sau o plângere, pentru a o distinge de o acuzație de jurământ. Pentru a proteja drepturile corecte ale persoanelor suspectate în cazurile de infracțiuni (în cazul în care interesul suspectului față de libertate este în joc), este de obicei o audiere preliminară, la care un judecător stabilește dacă există un motiv probabil pentru arestarea suspectului aflat în custodie. În cazul în care judecătorul constată o astfel de cauză probabilă, el sau ea leagă sau deține suspectul în judecată.
Substanța unui act de punere sub acuzare sau a altui instrument de tarifare este, de obicei, aceeași, indiferent de jurisdicție: constă într-o scurtă și simplă declarație despre locul, momentul și modul în care inculpatul a comis infracțiunea. Fiecare infracțiune este de obicei prezentată separat. Acuzațiile pentru infracțiuni complexe, în special cele care implică conspirație sau numeroase conturi, pot rula până la sute de pagini. Cu toate acestea, în alte cazuri, o acuzatie pentru o infractiune atet de gravă ca și crima poate consta într-o singură foaie de hârtie.
Infracțiunile care pot apărea sunt, în mod obișnuit, judecate de către juriu, cu excepția cazului în care acuzatul renunță la dreptul la un proces juridic. Deși al șaselea amendament mandatează dreptul la un proces al juriului în orice urmărire penală, marea majoritate a cazurilor penale din Statele Unite sunt soluționate prin procesul de negociere a pledoariilor.

## O acuză directă (Canada)
O inculpare directă este cea în care cazul este trimis direct la proces înainte de finalizarea unei anchete preliminare sau atunci când inculpatul a fost achitat de vina printr-o anchetă preliminară. Este menită să fie o putere extraordinară, rar utilizată pentru a se asigura că cei care ar trebui să fie aduși la judecată o fac in timp util sau în care se consideră că a fost făcută o eroare de judecată în ancheta preliminară.

## Inculparea
O rechizitorie poate fi sigilată astfel încât să rămână non-publică până când este deschisa. Acest lucru se poate face din mai multe motive. Poate fi deschisa, de exemplu, după ce persoana numită este arestată sau a fost sesizată de poliție..

## Suprimarea acuzațiilor
O rechizitorie suprapusă înlocuiește inculpatul precedent în uz.

## Vezi și
- Punerea sub acuzare
- Plângere
- Acuzație penală
- Duplicitatea (legea)
- Audierea preliminară

## Legături externe
- „rechizitoriu” la DEX online